# مراد محمد بازار (تشابهار)
مراد محمد بازار (بالفارسية: مراد محمد بازار) هي قرية تقع في البلدة المركزية في إيران. يقدر عدد سكانها بـ 514 نسمة بحسب إحصاء 2016.